# (26308) 1998 SM165
(26308) 1998 SM165 — является бинарным транснептуновым объектом (ТНО), который находится в поясе Койпера. Он был обнаружен 16 сентября 1998 года, Николаем М. Данзлом. Находится в орбитальном резонансе 1:2 с планетой Нептун.

## Тутино
1998 SM165 имеет большую полуось вблизи края классического пояса. Центр малых планет (MPC) и глубокое исследование эклиптики (DES) внесли этот объект в список ТНО как тутино. Тутино делает один оборот вокруг Солнца, а Нептун за это время два.

## Физические характеристики
Наблюдения при помощи инфракрасного телескопа Спитцер и телескопа Хаббл, позволили оценить плотность, считая альбедо компонентов равным.
Итоговая оценка 0,51 +0,29
−0,14 г/см³ похожа на плотность бинарных плутино (47171 1999 TC36 (0,3-0,8 г/см³) и спутник Сатурна Гиперион (0,567±0,102 г/см3). Такая низкая плотность свидетельствует о пористом строении объекта с преобладанием льда.

## Спутник
S/2001 (26308) 1 — объект примерно 96±12 км в диаметре, а его орбита на расстоянии 11 310±110 от главного объекта и считается круговой. Один оборот спутник совершает за 130,1±1 дней.